# Binodoxys struma
Binodoxys struma är en stekelart som först beskrevs av Charles Joseph Gahan 1926.  Binodoxys struma ingår i släktet Binodoxys och familjen bracksteklar. Inga underarter finns listade.